# Фергана (аэропорт)
Фергана (узб. Farg‘ona xalqaro aeroporti, Фарғона халқаро аэропорти) — аэропорт международного значения города Ферганы (Узбекистан). Расположен в западной её части, примерно в 5 км от центра.

## Характеристики
Аэропорт «Фергана» расположен на высоте 604 метра над уровнем моря. В аэропорту имеется одна взлётно-посадочная полоса 18/36 с асфальтобетонным покрытием, размерами 2862×50 метров. После реконструкции аэропорт сертифицирован по 1-й категории ИКАО. Аэропорт «Фергана», входящий ныне в состав АО «Uzbekistan Airports», был основан в 1938 году. Сегодня он обеспечивает прием и выпуск всех типов воздушных судов, эксплуатируемых НАК. В советское время аэропорт являлся аэропортом совместного базирования — наряду с лётным отрядом, на нём дислоцировалась военно-транспортная авиация (с 1960 года — 194-й отдельный Гвардейский Брянский Краснознамённый военно-транспортный авиационный полк имени героя Советского Союза Николая Гастелло; с 1995 года — 63-й отдельный транспортный полк ВВС Узбекистана). В 1999 году военная база аэродрома была расформирована.
С 2009 года в аэропорту проводится поэтапная реконструкция аэровокзального комплекса, модернизация и переоснащение технических мощностей, основная часть которых уже завершена и введена в эксплуатацию.
Сегодня из аэропорта выполняются регулярные пассажирские рейсы в города Узбекистана и России в соответствии с коммерческим спросом. На основании общепринятых авиационных стандартов пассажирам предоставляется весь комплекс услуг, сопутствующих авиаперевозкам: бронирование и продажа билетов, регистрация на рейсы. Благодаря установленному современному оборудованию ускорены процессы прохождения таможенного и пограничного контроля. В зале имеется пункт обмена валюты, буфет, сувенирный киоск, почта, отдельное здание, где обслуживаются пассажиры VIP-класса.
Аэропорт расположен в черте города. До его центра на городском автотранспорте можно добраться за 10-15 минут, что свидетельствует о компактности градостроительства и наличии развитой городской транспортной инфраструктуры.

## Принимаемые типыВС
Ил-76, Ан-124, Ту-134, Airbus (A310, А320, A330), Boeing (B737, B757, B767), и другие типы ВС 3-4 класса, вертолёты всех типов.